# شهرستان آسکیفسکی
شهرستان آسکیفسکی (به لاتین: Asekeyevsky District) یک شهرستان در روسیه است که در استان اورنبورگ واقع شده‌است.